# Panegyrici Latini
Panegyrici Latini o Panegírics Llatins és una col·lecció de dotze discursos panegírics que enalteixen les activitats de diversos emperadors romans, realitzats per diferents autors de l'Imperi entre finals del segle I EC i finals de l'IV EC.

## Contingut
La col·lecció XII Panegyrici Latini abasta els panegírics següents:
- I. Panegyricus Plinii Secundi Traiano Augusto, de Plini el Jove. Originalment va ser un discurs d'agraïment (gratiarum actio) per l'accés al seu consolat, que Plini va obtenir l'any 100 EC, i que va llegir al Senat en honor de l'emperador Trajà. Plini, que va ser alumne avantatjat de Quintilià, va revisar més endavant i va ampliar considerablement el treball, que per aquesta raó és el més llarg de la col·lecció completa. Plini el Jove presenta a Marc Ulpi Trajà com el governant ideal, el optimus princeps, en contrast amb el seu predecessor Tito Flavio Domicià.
- II. Panegyricus Latini Pacati Drepani dictus Theodosio, de Pacatus Drepanius, en honor de l'emperador Teodosi I el Gran, llegit a Roma el 389.
- III. Gratiarum actio Mamertini de consulatu suo Iuliano imperatori, de Claudi Mamercí, en honor de l'emperador Julià l' Apòstata, llegit a Constantinoble el 362, també com a discurs d'agraïment per la seva assumpció al càrrec de cònsol d'aquest any.
- IV. Panegyricus Nazarii dictus Constantino imperatori, del retòric Nazari. Va ser llegit a Roma el 321 davant el Senat, en ocasió de les Quinquennalia, les festivitats celebrades pel dècim cinquè aniversari de l'accessió de Constantí I el Gran i el cinquè dels seus fills Crisp i Constantí II a convertir-se en cèsars. El discurs és peculiar perquè cap dels emperadors honrats estaven presents en el seu lliurament, i perquè celebra la victòria de Constantí sobre Maxenci a la batalla del Pont Milvi, del 312, evitant gairebé qualsevol referència a esdeveniments contemporanis.

- Incipiunt panegyrici diversorum septem
  - V. Incipit primus dictus Constantino, dut a terme a Trèveris l'any 311 per un orador anònim natural d'Autun, que dona gràcies a Constantí I el Gran pels desgravaments fiscals que té la seva ciutat d'Augustodunum.
  - VI. Incipit secundus, per un autor també anònim (encara que diferent de l'anterior), que també va ser lliurat a la cort imperial de Trèveris l'any 310 en ocasió de les Quinquennalia de Constantí I el Gran (cinquè aniversari de la seva accessió al tron imperial) i de la celebració del dia de la fundació de la ciutat de Trèveris. Conté la descripció d'una aparició del déu del sol Apol·lo a Constantí, que s'ha vist sovint com un model de l'evocació cristiana anterior a la batalla del Pont Milvi que després va tenir Constantí. També, el discurs promulga la llegenda que el divinitzat emperador Claudi II era avantpassat de Constantí.
  - VII. Incipit tertius, d'autor anònim, que va ser llegit probablement a Trèveris el 307, durant les noces de Constantí I el Gran amb Fausta, la filla de l'emperador Maximià. Conté lloances per a tots dos emperadors pels seus assoliments, mentre que la núvia i les pròpies noces són descrites lleugerament.
  - VIII. Incipit quartus, d'autor anònim, celebra la reconquesta de Britànnia per Constanci Clor, “cèsar” de la Tetrarquia vencedor de l'usurpador Al·lecte el 296. El discurs va ser lliurat probablement el 297 a Trèveris, llavors la residència de Constanci Clor.
  - IX. Incipit quintus o Pro restaurandis scholis, és el segon discurs de la col·lecció on no estava present l'emperador que s'encomiava. L'autor és Eumeni, professor de Retòrica de la seva ciutat natal d'Augustodunum, i es dirigeix al governador de la província de Gàl·lia Lugdunense. Probablement va ser lliurat el 297 o 298 al mateix Autun o a Lió, la capital de la província. A part del seu tema principal, la restauració de les famoses escoles de retòrica d'Autun (Scholae Maenianae) a costa del sou de l'autor, elogia els assoliments dels emperadors de la Tetrarquia, especialment els de Constanci Clor, del que Eumeni va ser secretari personal o magister memoriae.
  - X. Incipit sextus, d'autor incert, doncs d'acord amb una tradició manuscrita aquest discurs s'identificava amb l'autor del següent (el XI). Va ser lliurat a Trèveris l'any 289 en honor de l'emperador Maximià en ocasió del dia de celebració de la fundació de Roma. És el primer dels panegírics de la col·lecció per ordre cronològic si exceptuem el de Plini el Jove, afegit posteriorment a la col·lecció.
  - XI. Item eiusdem magistri Mamertini genethliacus Maximiani Augusti, també llegit a Trèveris l'any 291 en honor de Maximià en l'aniversari de l'emperador. S'atribueix sovint a Mamercí (més d'una generació anterior a l'autor del discurs III amb el mateix nom), que probablement va ser magister memoriae (secretari privat) de Maximià, encara que l'autoria no és segura doncs el manuscrit està alterat en aquest punt.

- XII. Hic dictus est Constantino filio Constantii, d'autor anònim, lliurat a Trèveris l'any 313, celebrant (i descrivint extensivament) la victòria a la batalla del Pont Milvi de Constantí sobre Maxenci l'any 312.

## Origen i història de la col·lecció
La col·lecció sembla tenir com a origen l'estudi i l'ensenyament de les formes retòriques clàssiques mitjançant la reunió de diversos discursos panegírics utilitzats com a exemples; almenys el nucli inicial de discursos semblen haver-se elaborat entorn de l'escola de retòrica de la ciutat situada a la Gàl·lia Lugdunense de Augustodunum (Autun, a l'actual Borgonya).
La formació del Panegyrici Latini es divideix generalment en dues o tres fases. Al principi, s'especula que va haver-hi una col·lecció de cinc discursos (nombres V a IX) de diversos autors anònims d'Autun. Més endavant, van ser afegits els discursos X i XI, que estan connectats amb Trèveris, sense que se sàpiga amb certesa quan van afegir el discurs número XII en la col·lecció. En alguna data posterior, probablement cap a l'any 400 EC, van ser agregats els discursos II, III i IV, que es diferencien dels discursos anteriors en què van ser llegits per primera vegada fora de la Gàl·lia (a Roma i Constantinoble) i perquè els noms dels seus autors es conserven. El discurs panegíric número I, de Plini el Jove, va ser fixat al principi de la col·lecció com a model clàssic del gènere. Alguns autors acrediten a l'autor del discurs següent, Pacato Drepanio, amb la recopilació final dels Panegyrici Latini (és, cronològicament, l'últim que va ser llegit).
Solament un manuscrit del Panegyrici Latini va sobreviure fins al segle xv, quan va ser descobert l'any 1433 per Giovanni Aurispa a un monestir de Magúncia (Alemanya). El manuscrit va ser copiat diverses vegades durant el Renaixement, però va ser oblidat una altra vegada.